# Bandvagn

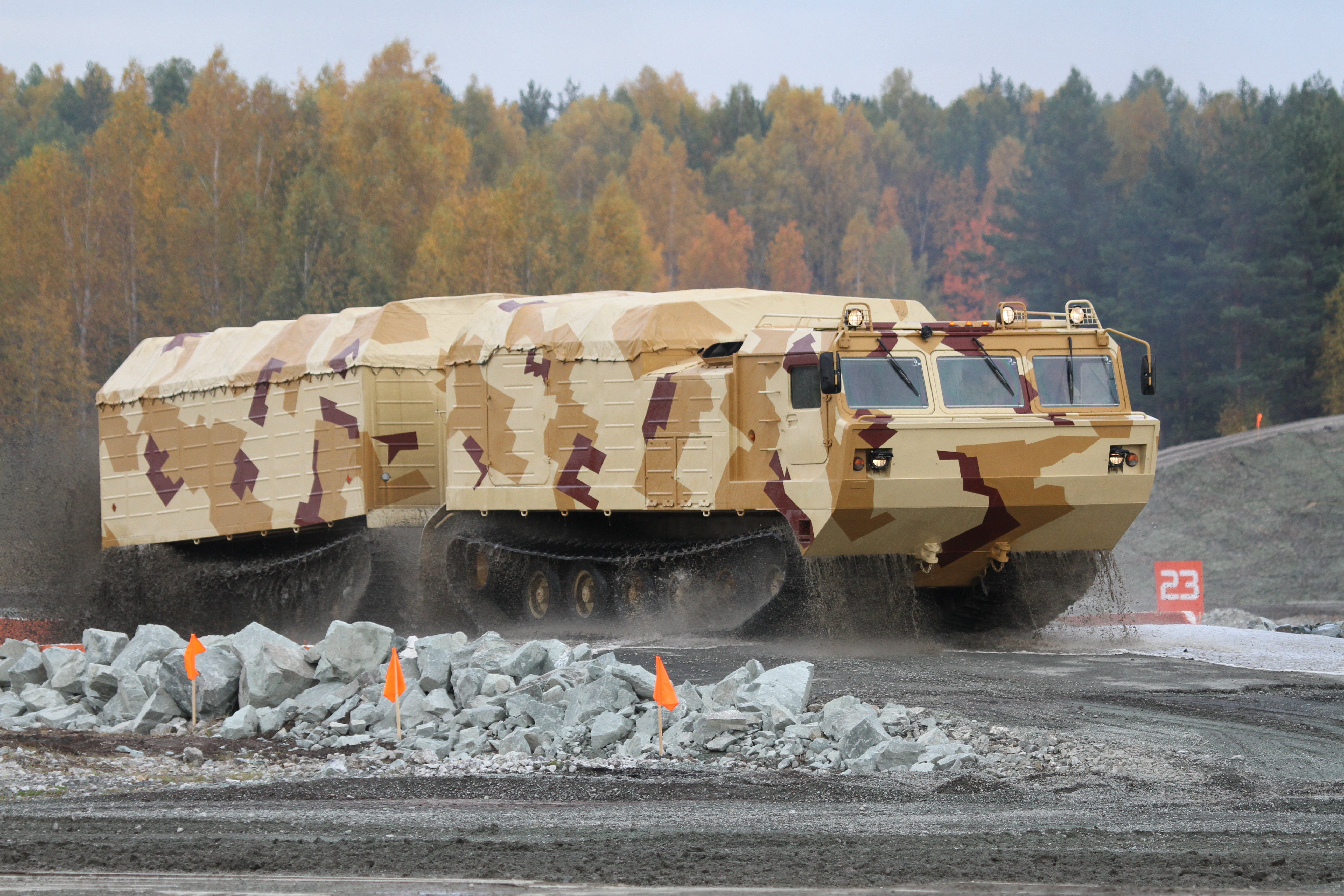
Rysk Vityaz DT-30

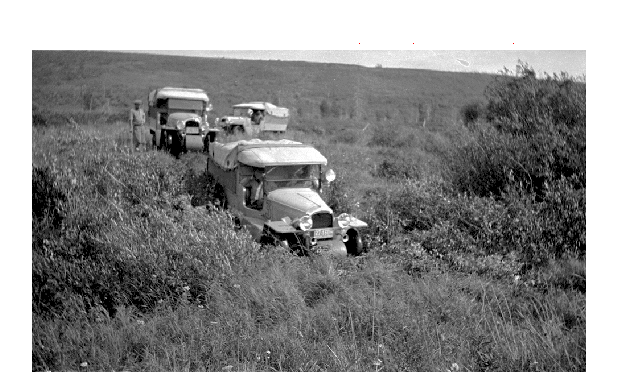
Citroën-Kégresse halvbandvagnar i området vid Peace River i Kanada under Bedaux-expeditionen, augusti 1934

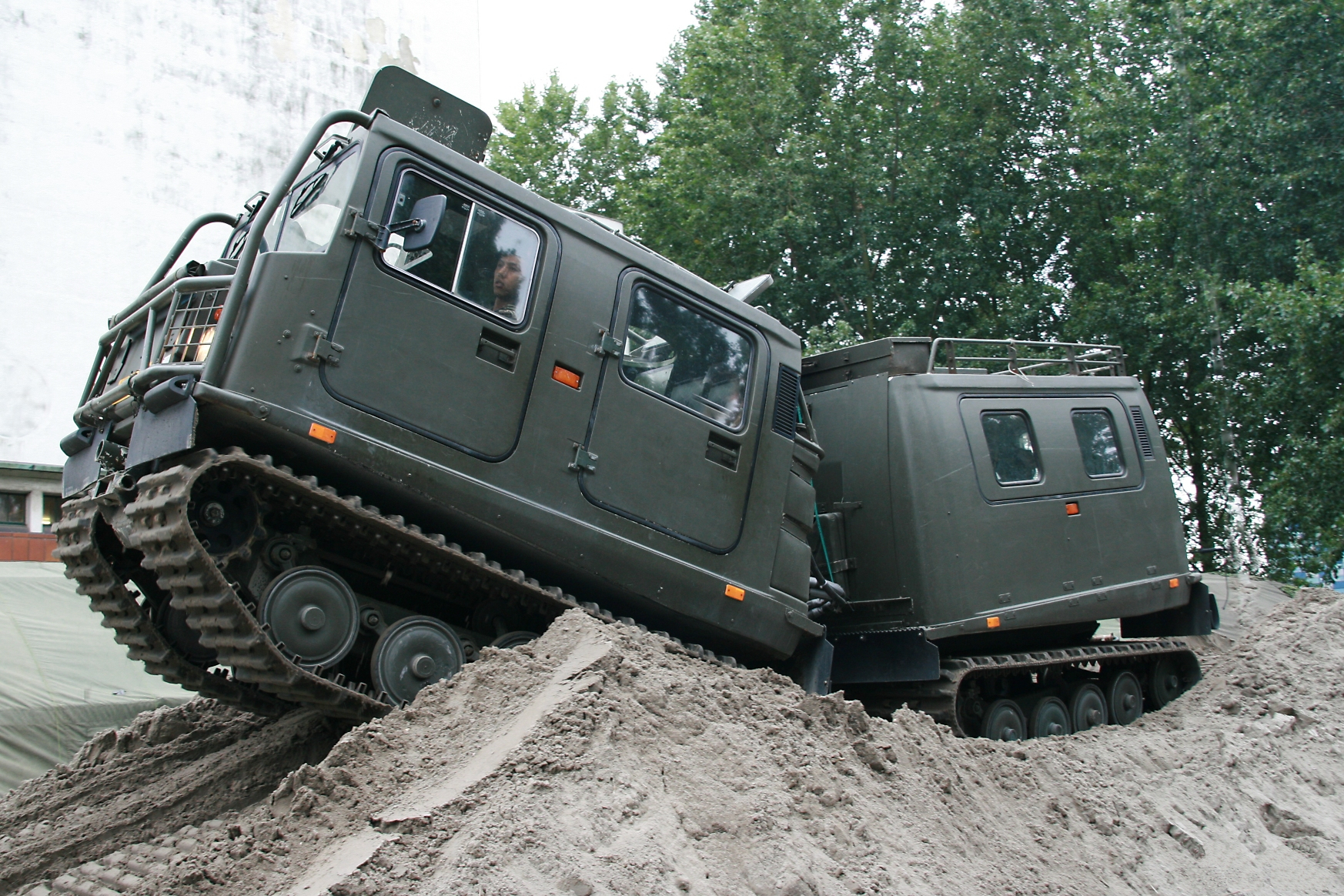
Bandvagn 206

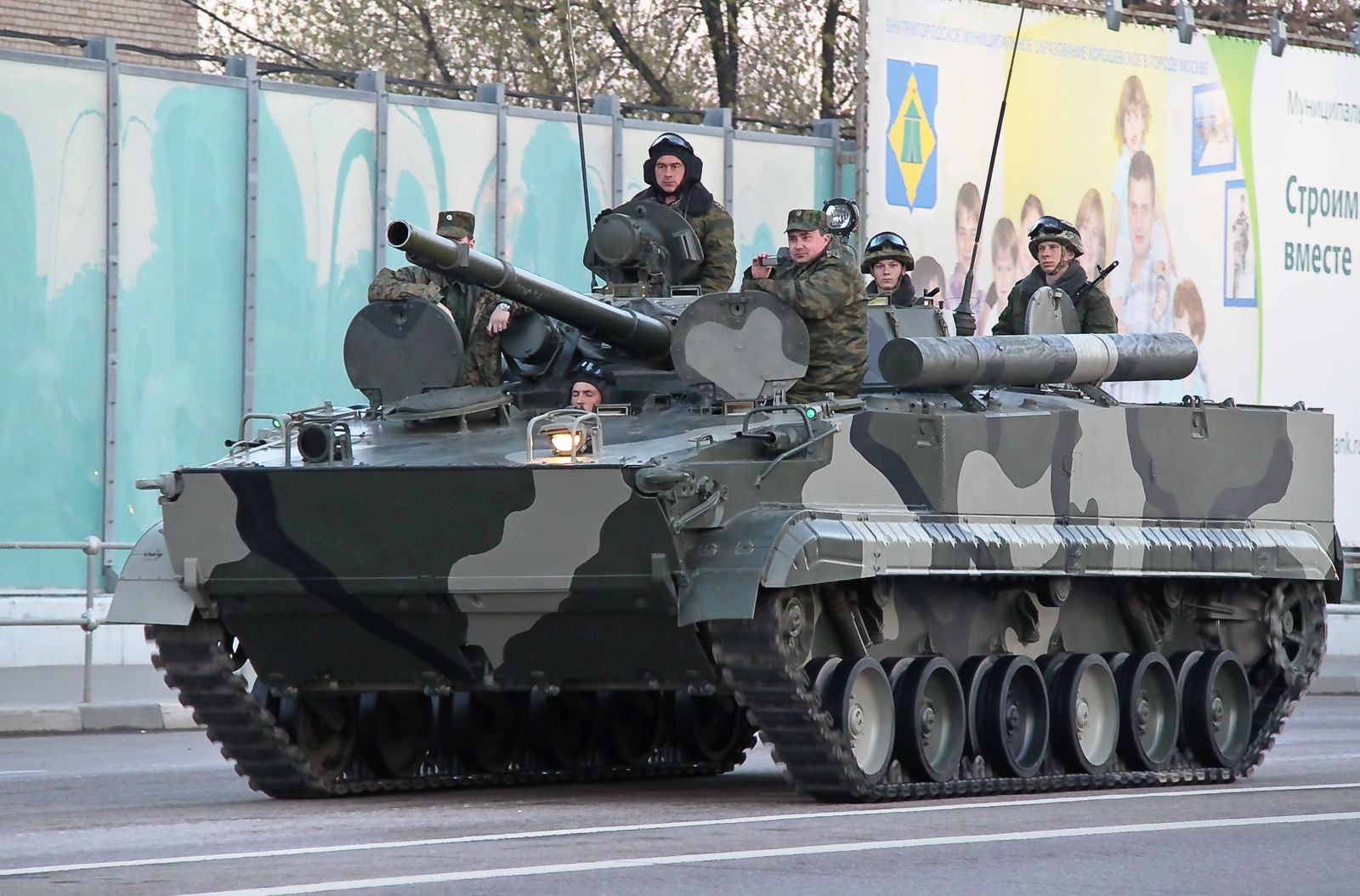
Rysk pansarskyttebandvagn av typ BMP-3

Bandvagn är ett banddrivet transportmedel för terrängkörning, som ursprungligen i stor skala utvecklades av tyska och amerikanska krigsmaterielföretag under andra världskriget för användning i bland annat ökenmiljö. Bandvagnar används även för transporter på snö eller andra lösa underlag, främst för militärt bruk, men även som räddningsfordon. En känd tillverkare av bandvagnar är det svenska företaget BAE Systems Hägglunds AB i Örnsköldsvik. Olika varianter av lätta bandvagnar ingår i frivilliga insatsgrupper och i svenska kraftbolags katastrofgrupper.

## Bandvagnsmodeller
- Vityaz DT-30
- Bandvagn 308/309
- Bandvagn 206/208
- Bandvagn 202/203
- Snövessla